# Bătălia de la Falkirk
Bătălia de la Falkirk, (în gaelică scoțiană Blàr na h-Eaglaise Brice) care a avut loc la 22 iulie 1298, a fost una din marile bătălii din Primul Război Scoțian de Independență. Condusă de regele Edward I al Angliei, armata engleză i-a învins pe scoțienii conduși de William Wallace și la scurt timp după bătălie Wallace a renunțat la titlul de Guardian of Scotland.

## Preludiu
Regele Edward I ducea o campanie împotriva francezilor în Flandra când a aflat de înfrângerea armatei sale din nord în bătălia de la Stirling Bridge. După ce a încheiat un armistițiu cu Filip cel Frumos, s-a întors în Anglia în martie 1298 și a început imediat să strângă armată pentru o a doua invazie a Scoției. Ca pas preliminar, a mutat centrul de guvernare la York, unde avea să rămână următorii șase ani. În cetate s-a ținut un consiliu de război în aprilie pentru a finaliza detaliile invaziei. Magnații scoțieni au fost chemați cu toții, iar când niciunul nu s-a prezentat, toți au fost declarați trădători. Edward a ordonat apoi armatei să se adune la Roxburgh în ziua de 25 iunie. Forța strânsă de el era impresionantă: peste 2.000 de călăreți înarmați și 12.000 de pedestrași în soldă, dar, după cum era tradiția armatelor medievale, ar putea să fi fost mulți alții care luptau fără plată, fie din convingere, fie pentru iertarea datoriilor față de coroană, pentru grațiere sau doar pentru aventură, inclusiv un număr mare de galezi înarmați cu arcuri lungi.
Edward a înaintat în Scoția centrală și armata lui Wallace i-a urmărit pe englezi, evitând bătălia în speranța că lipsa de provizii și de bani îl va obliga pe Edward să se întoarcă, moment în care scoțienii sperau să-i poată hărțui. Flota de aprovizionare a lui Edward a întârziat din cauza vremii, după care, când a ajuns în centrul Scoției, armata sa era obosită și  înfometată. În mod deosebit, pedestrașii galezi erau demoralizați. Când armata era încartiruită la Temple Liston, lângă Edinburgh, aceștia au declanșat la beție o revoltă înăbușită de cavaleria engleză, care a ucis 80 de galezi. Edward avea în față perspectiva unei retrageri nedemne, din acelea din care fiul său avea să își facă un obicei. Cum era pe punctul să se întoarcă la Edinburgh, a primit informații că Wallace ocupase poziții în pădurea Callendar de lângă Falkirk, la doar treisprezece mile depărtare, gata să îi urmărească pe englezi în retragere. Edward a fost încântat: nu trebuie să mă urmărească, căci astăzi eu mă voi duce la ei.